# 34. Sinfonie (Mozart)
Die Sinfonie C-Dur Köchelverzeichnis 338 komponierte Wolfgang Amadeus Mozart 1780 in Salzburg. Nach der Alten Mozart-Ausgabe trägt die Sinfonie die Nummer 34.

## Allgemeines

Mozart mit Schwester Maria Anna („Nannerl“) und Vater Leopold, an der Wand ein Porträt der verstorbenen Mutter, Anna Maria. Gemälde von Johann Nepomuk della Croce, um 1780

Das Autograph ist datiert vom 29. August 1780. Über die näheren Umstände der Komposition und ihre Bestimmung ist nichts bekannt. Die Sinfonie Köchelverzeichnis (KV) 338 ist die letzte der in Salzburg geschriebenen Sinfonien: Nach seinem Bruch mit dem Erzbischof verließ Mozart die Stadt und zog nach Wien, wo er am 16. März 1781 ankam. Dort wurde KV 338 vermutlich am 3. April 1781 in einer Akademie der „Tonkünstler-Societät“ aufgeführt. Es war Mozarts erster öffentlicher Auftritt in Wien seit seiner „Wunderkindzeit“.
Charakteristisch für das Werk ist der pompöse, etwas barocke Charakter mit seinen (in den Ecksätzen) blockhaften Wechseln von Forte und Piano bzw. Moll und Dur (von „Licht und Schatten“) sowie die Struktur von oft nur ein bis zwei Takte langen Motiven, die aneinandergereiht und wie Bausteine kombiniert werden. Michael Kontarsky (2007) schreibt z. B. zum ersten Satz: „Wir erleben ein Kaleidoskop an unterschiedlichen Motiven, die sich – buchstäblich – im Wege stehen, aber gemeinsam eine atemberaubende musikalische Dynamik entwickeln.“ Der Musikwissenschaftler Alfred Einstein (1953) äußert sich ähnlich, ebenfalls zum ersten Satz: „Da färbt Mozart bereits in der Exposition die Helligkeiten von C-dur und G-dur durch allerlei gebrochene Lichter: F-dur, f-moll, g-moll, D-dur, e-moll: der Weg von Tonica zu Dominante ist nicht eben und ist voller aufregender Ereignisse.“
Im Autograph beginnt nach dem ersten Satz ein Menuett, dessen Anfang aber durchgestrichen und die Fortsetzung offenbar herausgetrennt wurde. Der Grund dafür ist unbekannt. Damit nicht identisch ist das Menuett KV 409, das 1782/1783 in Wien entstand. Alfred Einstein (1953) ist der Auffassung, dass Mozart KV 409 für KV 338 nachkomponiert habe, um aus dem dreisätzigen italienischen Typus eine viersätzige Sinfonie vom Wiener Stil zu schaffen. Zwar weist das Menuett Flöten auf, die bei KV 338 fehlen, Einstein meint jedoch, dass Mozart die Flöten später auch bei Ecksätzen von KV 338 nachgetragen habe. Andere Autoren sehen dagegen in den Flöten ein gewichtiges Argument dafür, dass KV 409 nicht für KV 338 konzipiert war. Wahrscheinlich hat Mozart KV 409 als selbständig aufzuführendes Stück gedacht, beispielsweise für die von ihm selbst veranstalteten musikalischen Akademien Anfang der 1780er Jahre.
Bei manchen Aufführungen wird KV 409 jedoch als dritter Satz von KV 338 einbezogen (z. B. in der Einspielung der Berliner Philharmoniker mit Karl Böhm). Dies erscheint insofern als zumindest möglich, da in der damaligen Aufführungspraxis die Sätze einer Sinfonie keine zwangsläufig zusammengehörige Einheit bildeten, sondern bei Konzerten/Akademien durch andere Werke (Arien, Klavierstücke) unterbrochen wurden (siehe z. B. bei KV 385).

## Zur Musik
Besetzung: 2 Oboen, 2 Fagotte, 2 Hörner, 2 Trompeten, Pauken, I. Violine, II. Violine, Violen, Violoncello, Kontrabass. Wahrscheinlich wurde zudem – sofern im Orchester vorhanden – ein Cembalo zur Verstärkung der Bass-Stimme eingesetzt. Im Menuett KV 409 zusätzlich zwei Flöten.
Aufführungszeit: ca. 22 Minuten (ohne KV 409)
Bei den hier benutzten Begriffen der Sonatensatzform ist zu berücksichtigen, dass dieses Schema in der ersten Hälfte des 19. Jahrhunderts entworfen wurde (siehe dort) und von daher nur mit Einschränkungen auf die Sinfonie KV 338 übertragen werden kann. Die hier vorgenommene Beschreibung und Gliederung der Sätze ist als Vorschlag zu verstehen. Je nach Standpunkt sind auch andere Abgrenzungen und Deutungen möglich.

### Erster Satz: Allegro vivace
C-Dur, 4/4-Takt, 264 Takte
Die Audiowiedergabe wird in deinem Browser nicht unterstützt. Du kannst die Audiodatei herunterladen.
Das erste Thema (Takt 1–16) besteht aus Fanfarenmotivik mit marschartig-punktiertem Rhythmus (der für den ganzen Satz prägend ist), blockartigem Wechsel von forte und piano sowie von Dur und Moll, Trillern, Tonwiederholung und Tremolo. Es ist fast durchweg im Unisono gehalten. Der Charakter ähnelt somit – wie auch die ganze Satzstruktur, die ohne Wiederholungen auskommt – einer barocken Ouvertüre. Das mit einer auftaktigen Triole beginnende Motiv in den Streichern in Takt 3/4 erinnert etwas an den Beginn der Sinfonie C-Dur KV 96. 
Im folgenden Überleitungsteil (ab Takt 17) dominiert ein zweitaktiges Motiv der 1. Violine mit auftaktiger Sechzehntel-Figur und abschließender Zweiunddreißigstel-Floskel. Dieses ist anfangs von Bläserfanfaren begleitet und schwankt zwischen C-Dur, G-Dur, g-Moll und D-Dur. Eine Synkopenpassage (Takt 31 ff.) wechselt dann nochmals von g-Moll nach D-Dur, dass nun mit zwei virtuos aufsteigenden Oktavläufen in den Violinen und den Oboen (Takt 38–340) verstärkt wird und als Dominante zum folgenden Eintritt des zweiten Themas in G-Dur wirkt.
Das zweite Thema (Takt 40–64) ist achttaktig und wird über eine chromatisch absteigende Linie der Streicher eingeführt. Es ist durch seine abgesetzte Bewegung in Sekundschritten mit stimmführender 1. Violine gekennzeichnet und wird mit Oboenbegleitung und einer Fortspinnung wiederholt, die ab Takt 59 in ein neues Motiv übergeht. 
Der weitere Verlauf der Exposition besteht aus mehreren aneinandergereihten Motiv-Passagen: 
- Auf das zweite Thema folgt zunächst ein sich aufschraubender Crescendo-Abschnitt, bei dem die Violinen parallel und jeweils abwechselnd zwei zweitaktige Motive spielen unter allmählichem Einsatz der übrigen Instrumente (Trommelbass bzw. ausgehaltene Akkorde der Bläser), Takt 65–74;
- Motiv mit betontem Vorschlag und abgesetzter Achtelbewegung (diese ähnlich Takt 15 vom Ende des ersten Themas), Takt 74–82;
- sechstaktiges Motiv mit Tonwiederholung und Trillerfloskel, wird ab Takt 88 l wiederholt und dann fortgesponnen, Takt 82–100;
- Kadenz im Piano: Oboenecho des vorangegangenen G-Dur-Dreiklangs (aufsteigend) und „Antwort“ in der 1. Violine (absteigend), Takt 100–103;
- Schlussgruppe im Forte mit Akkordmelodik, Bläserfanfaren und Trommelbass, Harmoniewechsel zwischen G- und D-Dur, Takt 104–111.

Die Durchführung (Takt 112–157) hat überleitungsartigen Charakter, da sie kaum auf Material der Exposition zurückgreift. Sie steht überwiegend im Piano und lässt sich in drei Abschnitte gliedern: 
- Takt 112–125: Nach der Trillerfloskel setzt ein zweitaktiges Motiv im Streicher-Unisono an, das auf einem abwärtsgehenden, gebrochenen Dreiklang basiert und dann in eine kurze Pendelfigur übergeht. Die halbe Note am Motivanfang ist dabei jeweils betont. Über G-Dur moduliert Mozart nach c-Moll sowie Es-Dur und schlägt damit eine Brücke zum As-Dur in Takt 126 ff.
- Takt 126–134: „verhaltenes, räumliches Abtasten“[5] des As-Dur-Dreiklangs in abgesetzten Vierteln in der 1. Violine, begleitet u. a. von durchlaufenden Triolen der 2. Violine und der Viola. Das Motiv wird mit Trillerverzierung wiederholt.
- Takt 134–157: Wechsel eines „statischen“ Pendelmotivs in Flöte/Fagott und einer wechselnden Antwort der Streicher, dazu orgelpunktartig ausgehaltene Töne der Trompete. Die Pendelfigur in Sekund-Intervallen lässt sich aus dem zweiten Thema ableiten. Ab Takt 152 reduziert sich das musikalische Geschehen immer mehr und verebbt schließlich als Vorhaltsfigur und Generalpause.

Die Reprise (Takt 158 ff.) setzt mit dem ersten Thema als Variante ein (Modulation des Motivs von Takt 3–4, nun nur im Bass), ist ansonsten aber ähnlich der Exposition strukturiert. Mozart beschließt den Satz als Coda, die nochmals das fanfarenartige Material des ersten Themas bringt und dieses dann pompös bis zum Satzende fortspinnt.

### Zweiter Satz: Andante di molto più tosto allegretto
F-Dur, 2/4-Takt, 174 Takte, nur Streicher und Fagott
Das erste Thema weist eine sangliche Melodie auf, die von den beiden Violinen mit anfangs versetztem Einsatz gespielt wird. Das Thema ist dreiteilig angelegt, wobei zwischen den Teilen die Violen mit einer Legato-Figur überbrücken. Für die ersten beiden Teile (wie Frage und Antwort bzw. Vorder- und Nachsatz) ist die aufsteigende Bewegung mit Doppelschlag, für den dritten Teil der betonter Vorhalt (Takt 12) kennzeichnend und von Bedeutung für den weiteren Satzverlauf. Ab Takt 15 wird das Thema als Variante mit gegenstimmenartiger, absteigender Bewegung in 1. Violine und 2. Viola wiederholt.
Die anschließende Passage bis zum zweiten Thema besteht aus der Abfolge von drei jeweils wiederholten Motiven:
- Motiv 1 (Takt 30–34): floskelhafte, eintaktige Figur;
- Motiv 2 (Takt 35–38): auf- und absteigende Bewegung im Staccato;
- Motiv 3 (Takt 39–43): wiederholte Vorhaltsfloskel, abgeleitet aus dem betonten Vorhalt von Takt 12.

Das zweite Thema (Takt 44–60) ist wie das erste Thema durch eine sangliche Melodie gekennzeichnet, wobei nun allein die 1. Violine stimmführend ist. Kennzeichnend ist die abwärtsgehende Bewegung aus vier Achteln im Staccato. Das achttaktige Thema wird wiederholt. 
Es folgt ein weiterer Abschnitt, der aus mehreren wiederholten Motiven besteht:
- Motiv 4 (Takt 62–72): abgesetzte Bewegung in versetztem Einsatz mit halber Note als Ruhepunkt, nach der Wiederholung kurze Fortspinnung,
- Motiv 5 (Takt 73–76): abwärtsgehende Bewegung mit betontem Vorhalt, abgeleitet aus der Passage Takt 12/13,
- Motiv 6 (Takt 77–84, Schlussgruppe): kadenzierende, aufsteigende Sechzehntel-Bewegung mit chromatischer Endfloskel, nur 1. Violine. Ab Takt 81 wird die aufsteigende Bewegung mit Doppelschlag vom Satzbeginn aufgegriffen, die „offen“ auf dem C-Dur-Septakkord endet.

Der zweite Teil setzt in Takt 85 ein und entspricht weitgehend dem ersten (kleinere Abweichungen betreffen z. B. Motiv 1, das in Takt 114 als Variante auftritt).

### Dritter Satz: Allegro vivace
C-Dur, 6/8-Takt, 304 Takte
Der ganze Satz ist im stürmischen Charakter gehalten und durch seine fast fortlaufende Achtelbewegung – oft im Unisono – gekennzeichnet. Volker Scherliess (2005) vermutet einen Einfluss des Finales aus Joseph Haydns 56. Sinfonie C-Dur, und auch Michael Kontarsky (2007) sieht im Satz eine „deutliche Hommage an Joseph Haydn.“
Das erste Thema ist achttaktig und besteht aus zwei viertaktigen Blöcken, die beide auf C-Dur-Akkordmelodik beruhen: der erste im Forte-Unisono (Anfangsakkord, dann Akkord gebrochen in aufsteigenden Achteln), der zweite im Piano (1. Violine stimmführend, durchlaufende Bewegung durch punktierte Viertel unterbrochen). Das Thema wird dann vollständig wiederholt. 
Die Überleitung zum zweiten Thema (Takt 17–42) ist wiederum durch Akkordmelodik gekennzeichnet: Wechsel von Tonika (C-Dur) und Dominante (G-Dur) in gebrochenen Akkordläufen, die z. T. im Unisono geführt sind. 
Das zweite Thema (Takt 43–59) im G-Dur-Piano beginnt auf einem „Teppich“ aus Tonwiederholungen der 2. Violine und der Violen und besteht aus einer auf- und absteigenden Bewegung der stimmführenden 1. Violine mit Wechsel von Staccato und Legato. Das zweite Thema ist wie das erste achttaktig und wird wiederholt – nun mit Oboenbegleitung.
Die Passage bis zum Ende der Exposition ist (wie bei den anderen Sätzen) durch die Abfolge von auf Akkordmelodik basierenden Motiven gekennzeichnet. Sie lässt sich in folgende Abschnitte gliedern:
- Abschnitt 1 (Takt 59–79): Forte-Unisonofigur, Motiv entsprechend Takt 26 ff, zweitaktiges Oboenmotiv. Takt 72–79 wiederholen Takt 64–71;
- Abschnitt 2 (Takt 80–102): Motiv mit Stimmführung zunächst im Bass, bei Wiederholung (durch Oboenmotiv getrennt) in den Violinen;
- Abschnitt 3 (Takt 103–115): zweitaktiges Motiv, in das die Instrumente versetzt einstimmen („komponiertes Crescendo“).
- Abschnitt 4 / Schlussgruppe (Takt 115–134): gebrochene G-Dur-Akkorde und Unisono-Läufe

Die Durchführung (Takt 135–179) hat wie im ersten Satz eher überleitungsartigen Charakter, da zu Beginn lediglich das (erste) Oboenmotiv aus der Exposition auftritt. Ab Takt 149 dominiert ein neues, viertaktiges Motiv aus energischer Tonrepetition und anschließendem Intervall abwärts, das versetzt zwischen Violinen und Violen/Bass geführt wird. Die Hinführung zur Reprise (Takt 161 ff.) erfolgt über eine chromatisch fallende Linie und versetzt gespielte Vorhalte zwischen Oboen und Fagotten. 
Die Reprise (Takt 180 ff.) ist weitgehend ähnlich der Exposition strukturiert, teilweise jedoch verkürzt (in der Überleitung und der Schlussgruppe) bzw. vor Beginn der Schlussgruppe um eine Piano-Kadenz erweitert. Exposition sowie Durchführung und Reprise werden wiederholt.